# Langaha madagascariensis
Langaha madagascariensis är en ormart som beskrevs av Bonnaterre 1790. Langaha madagascariensis ingår i släktet Langaha och familjen snokar. Inga underarter finns listade i Catalogue of Life.
Arten har flera från varandra skilda populationer på norra och västra Madagaskar. Den lever främst i låglandet. Individerna vistas i torra och fuktiga skogar. De klättrar ofta i träd och hittas vanligen vid en höjd av 1,5 meter över marken. Honor lägger ägg.
Intensivt skogsbruk och svedjebruk hotar beståndet. Langaha madagascariensis har fortfarande en stor population. IUCN kategoriserar arten globalt som livskraftig.